# Ulica Józefa Piłsudskiego we Wrocławiu
Ulica Marszałka Józefa Piłsudskiego – jedna z głównych ulic współczesnego Wrocławia (długości około 1,7 km), przebiegająca z początku (we wschodniej części) niemal równoleżnikowo na południe od historycznego centrum miasta (ok. 900 metrów od Rynku), w zachodnim odcinku skręcająca na północ. Łączy dworce kolejowe: Wrocław Główny (na wschodnim krańcu) i Wrocław Świebodzki (na zachodzie). Przedłużeniem Piłsudskiego na wschód, poza Dworzec Główny i ul. Dworcową, jest ul. Małachowskiego; na krańcu północno-zachodnim, za Dworcem Świebodzkim i Orląt ulica łączy się z ulicą Podwale. Z Rynkiem łączy ją ul. Świdnicka.

## Opis
Rejon dzisiejszej ulicy Piłsudskiego znajdował się poza linią zburzonych w latach 1807–1810 fortyfikacji miejskich, na obszarze Przedmieścia Świdnickiego (Schweidnitzer Vorstadt). Droga biegnąca na przedpolu fortyfikacji, pokrywająca się częściowo z dzisiejszą ulicą, znana była z nazwy już w XIV wieku jako Schweidnitzer Anger, tj. Świdnickie Błonia, czy też Świdnickie Pastwiska albo Świdnickie Łąki. Północna strona środkowego odcinka dzisiejszej ul. Piłsudskiego włączona została pod jurysdykcję miasta jeszcze pod koniec XVIII wieku; pozostałe obszary formalnie przyłączono w 1808. Jeszcze przed uruchomieniem we Wrocławiu pierwszej linii kolejowej i Dworca Górnośląskiego (1842) wschodni odcinek obecnej ul. Piłsudskiego nazywał się Angerstraße (ulica Pastwiskowa), przechodząc dalej na zachód w Gartenstraße (Ogrodową), która przecinała Świdnicką; po dalszych około 400 metrach ulica kończyła się na skrzyżowaniu z dzisiejszą ul. Grabiszyńską (prowadzącą do wsi Gräbchen – Grabiszyn) przy dzisiejszym placu Legionów (dawniej – Sonnenplatz, Plac Słoneczny). Plac ten połączony był z Dworcem Świebodzkim ul. Słoneczną (Sonnestraße). Południowe rogatki miejskie jeszcze w 1847 znajdowały się w większości do 100 metrów na południe od ul. Piłsudskiego, w przybliżeniu na linii dzisiejszego nasypu kolejowego: oprócz Rogatki Strzelińskiej przy Dworcu Górnośląskim były to Bohrauer Barriere na przecięciu z dzisiejszą ul. Borowską prowadzącą do wsi Borów (niem. Markt Bohrau) i Schweidnitzer Barriere przy Świdnickiej; Rogatka Kącka (przy drodze do Kątów Wrocławskich, niem. Canth), Canther Barriere, przy skrzyżowaniu Grabiszyńskiej i Jęczmiennej znajdowała się od Piłsudskiego nieco dalej, około 500 metrów.
Ulica Ogrodowa do początku XIX wieku zamieszkana była m.in. przez ogrodników, którzy swoje działki mieli po południowej stronie drogi. W ciągu XIX wieku znaczenie peryferyjnej dotąd ulicy rosło, w znacznej mierze dzięki lokalizacji Dworca Górnośląskiego (od niego wziął nazwę jej wschodni odcinek, który pod koniec XIX wieku nosił nazwę Am Oberschlesischen Bahnhof – Przy Dworcu Górnośląskim) i później Dworca Głównego (funkcjonowała także przejściowo nazwa ulicy Am Hauptbahnhof – Przy Dworcu Głównym); budowano tu kamienice, rezydencje (np. rezydencja przewodniczącego Śląskiego Sejmu Krajowego), hotele i restauracje, a także budynki użyteczności publicznej (m.in. wybudowany w 1895 przy Gartenstraße 31/32 budynek Krajowego Sejmu Śląskiego – Landeshaus der Provinz Schlesien, dziś gmach Naczelnej Organizacji Technicznej przy Piłsudskiego 74). Pomimo to, prawie aż do połowy XX wieku niemal przy samej ulicy, na wprost Dworca Głównego (pomiędzy skrzyżowaniem z ul. Gwarną a pl. Konstytucji) znajdował się cmentarz gminy żydowskiej. Z powstałych tu na przełomie XIX i XX wieku hoteli zachowało się do dzisiejszych czasów kilka: hotel Kronprinz nosi dziś nazwę „Piast”, hotel Du Nord to dzisiejszy „Grand”, hotel Hohenzollernhof to „Europejski”, a hotel Vier Jahreszeiten nosi nazwę „Polonia”. Nie zachowały się natomiast budynki Dyrekcji Kolei i Archiwum Państwowego, wybudowane w latach 1872–1873.

### Po 1945
Oblężenie Wrocławia w 1945 zrujnowało znaczną część zabudowy ulicy, m.in. w okolicach skrzyżowania ze Świdnicką, a także przy skrzyżowaniu z Zielińskiego i przy placu Legionów. Krótko po II wojnie światowej ul. Ogrodową przemianowano na Świerczewskiego. Na początku lat 60. XX wieku zrujnowany w wyniku oblężenia Wrocławia obszar pomiędzy dawnym placem Słonecznym a Dworcem Świebodzkim został zabudowany nowymi budynkami mieszkalnymi osiedla mieszkaniowego Plac PKWN, w tym zespołem budynków mieszkalno-usługowych przy ulicy marsz. Józefa Piłsudskiego 2-10; przy tej okazji w 1961 wytyczono nową ulicę, która dziś stanowi ostatni dwustumetrowy odcinek obecnej ul. Piłsudskiego. 
Przez kilkadziesiąt lat istnienia PRL ulica ta (pod nazwą generała Świerczewskiego) była miejscem corocznych pochodów 1-majowych. Trasa tych pochodów wiodła od skrzyżowania ze Świdnicką w stronę pl. PKWN (dzisiejszy pl. Legionów), gdzie tradycyjnie ustawiona była trybuna honorowa dla partyjnych oficjeli. Obecną nazwę ul. Marszałka Józefa Piłsudskiego otrzymała po przemianach ustrojowych w Polsce, w 1992.
Podczas powodzi tysiąclecia w lipcu 1997 ul. Piłsudskiego znajdowała się na całej jej długości od kilkudziesięciu centymetrów do około jednego metra pod wodą.
Obecnie na całej długości ul. Piłsudskiego przebiegają dwukierunkowo tory tramwajowe (na odcinku od pl. Legionów do Dworca Świebodzkiego w wydzielonym torowisku, na pozostałym odcinku torowisko biegnie środkiem jezdni). Sygnalizacja świetlna zainstalowana jest na siedmiu skrzyżowaniach tej ulicy.

## Galeria

### 1945-1989

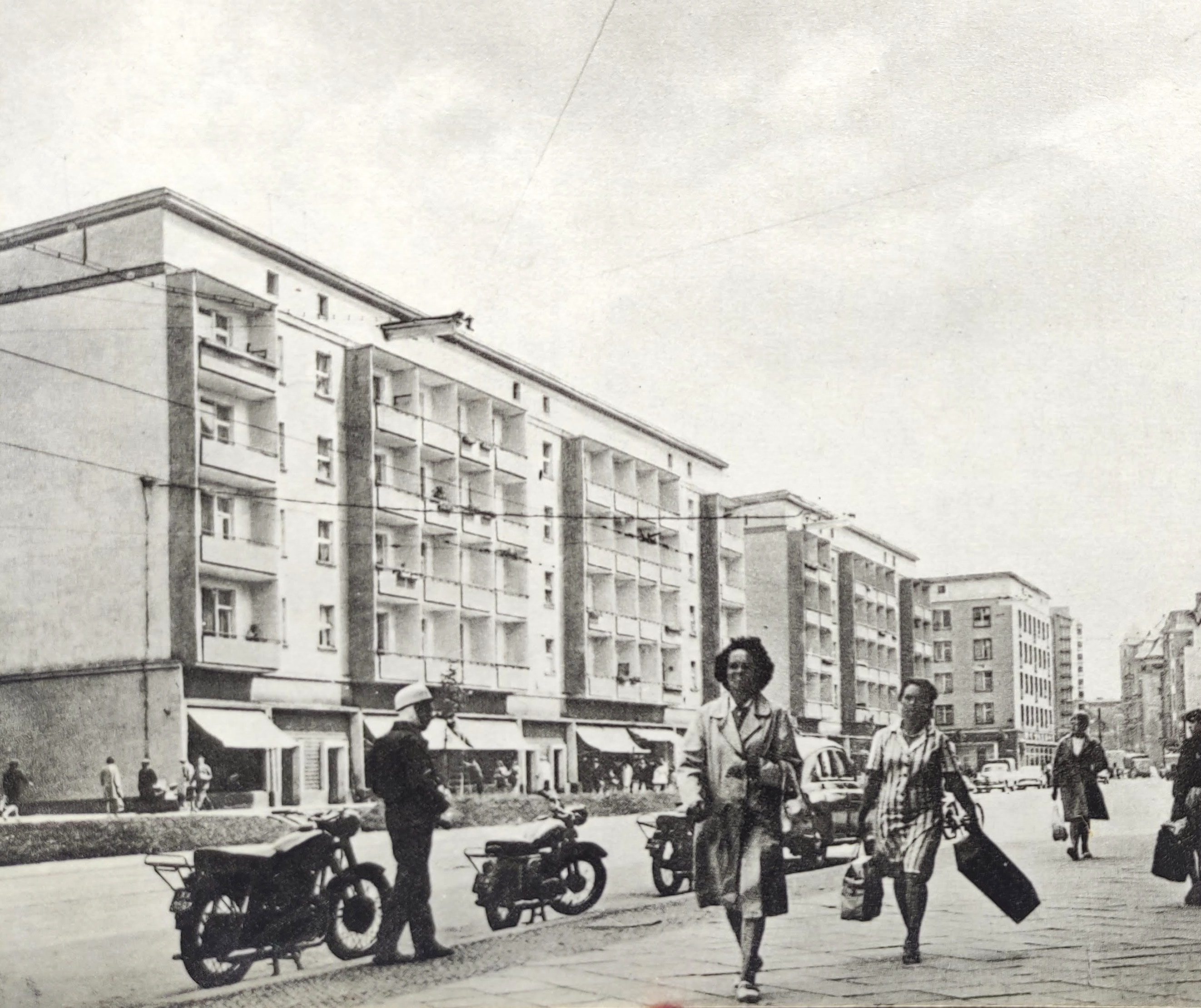
Lata 60.
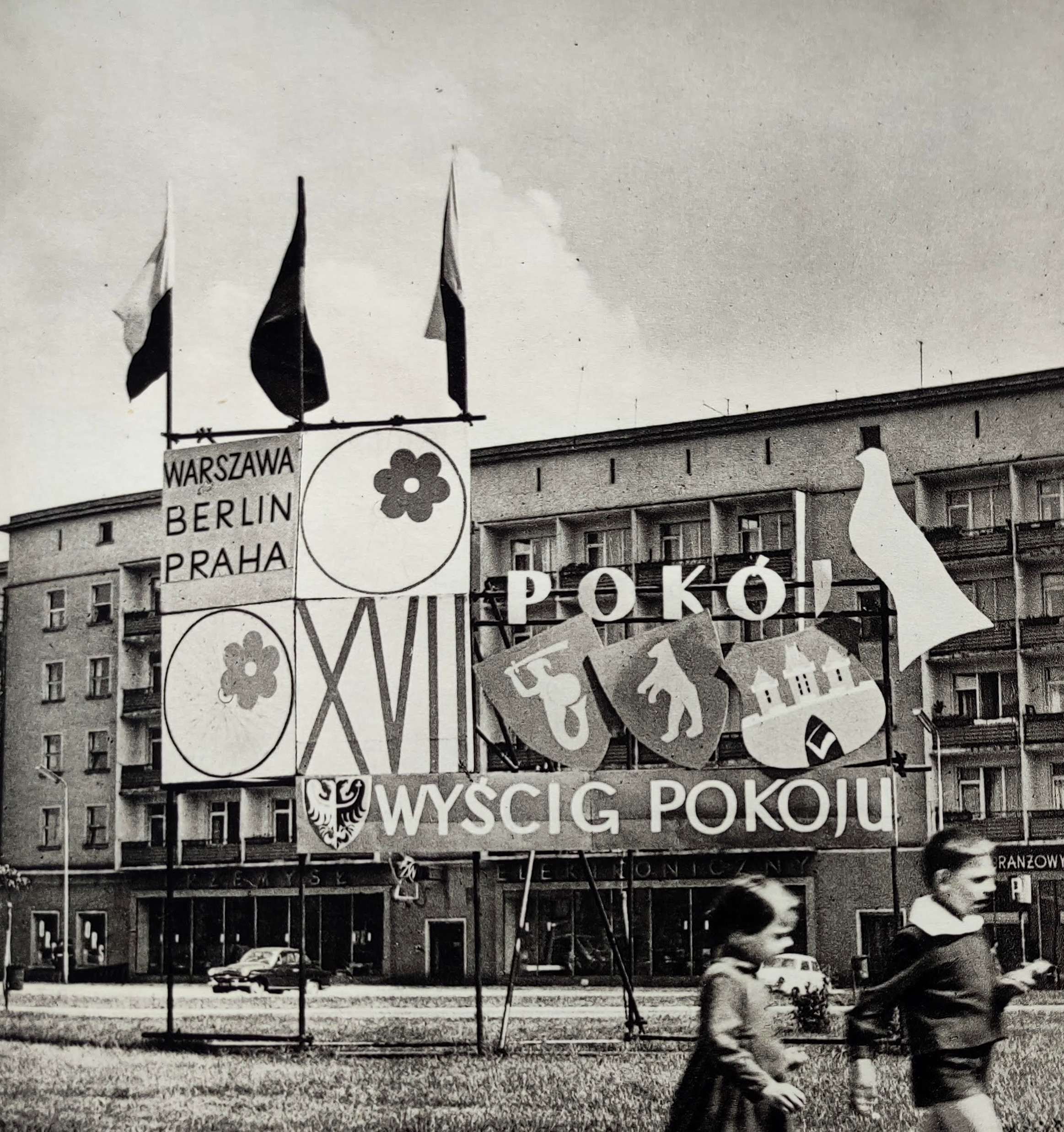
Dekoracja przy pl. PKWN (Legionów) z okazji Wyścigu Pokoju
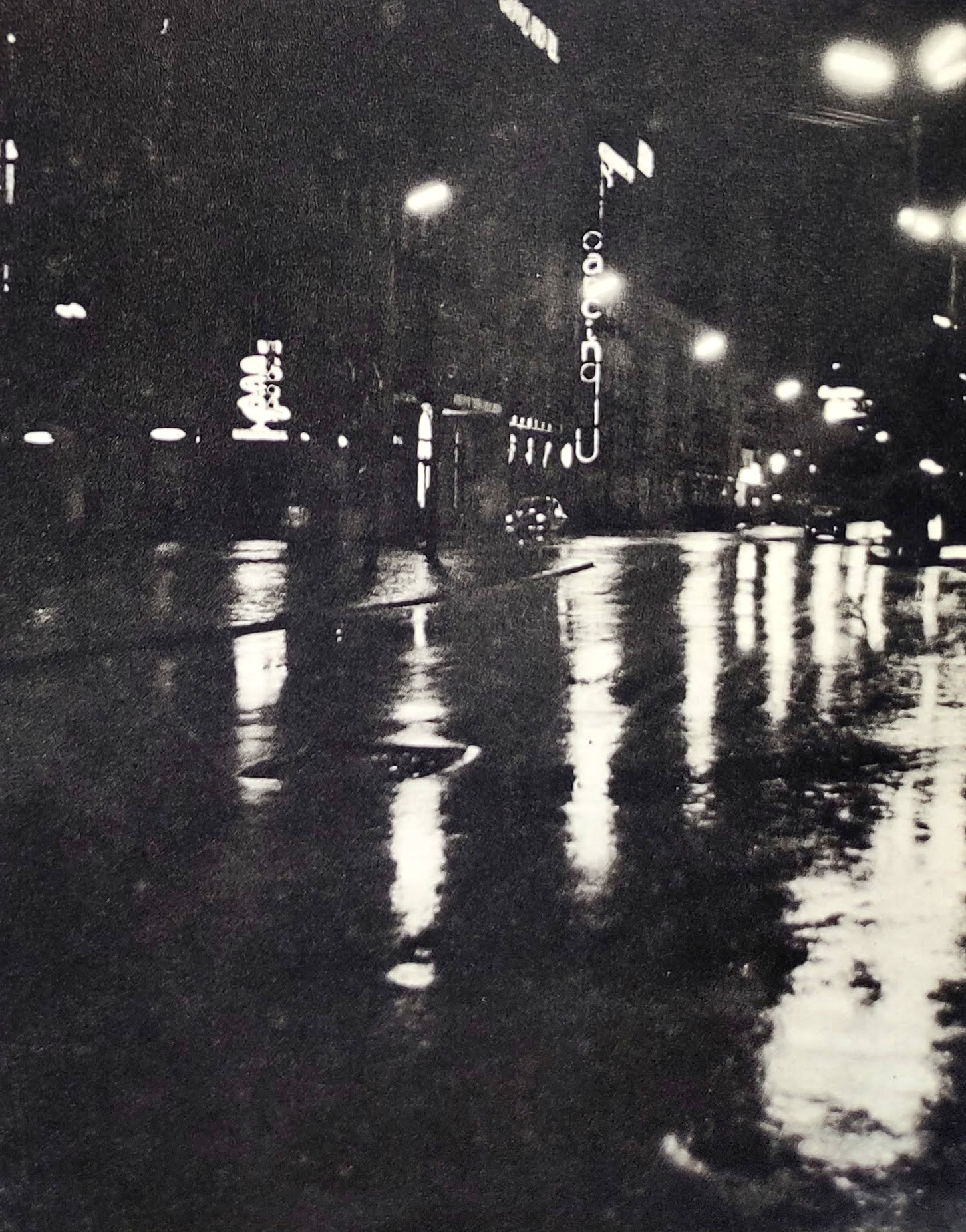
Neony ulicy po zmierzchu
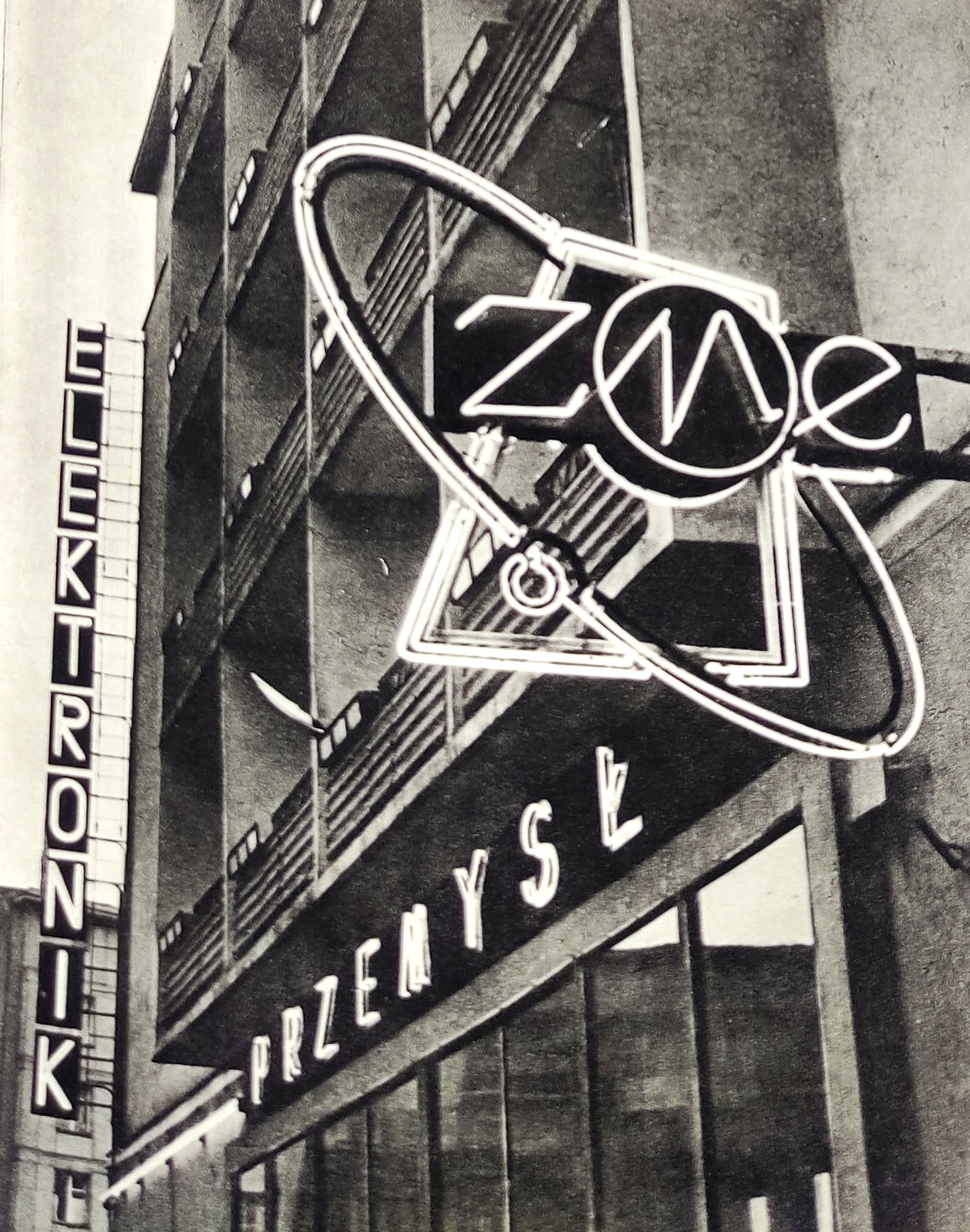
Neony i szyldy sklepowe okresu PRL-u
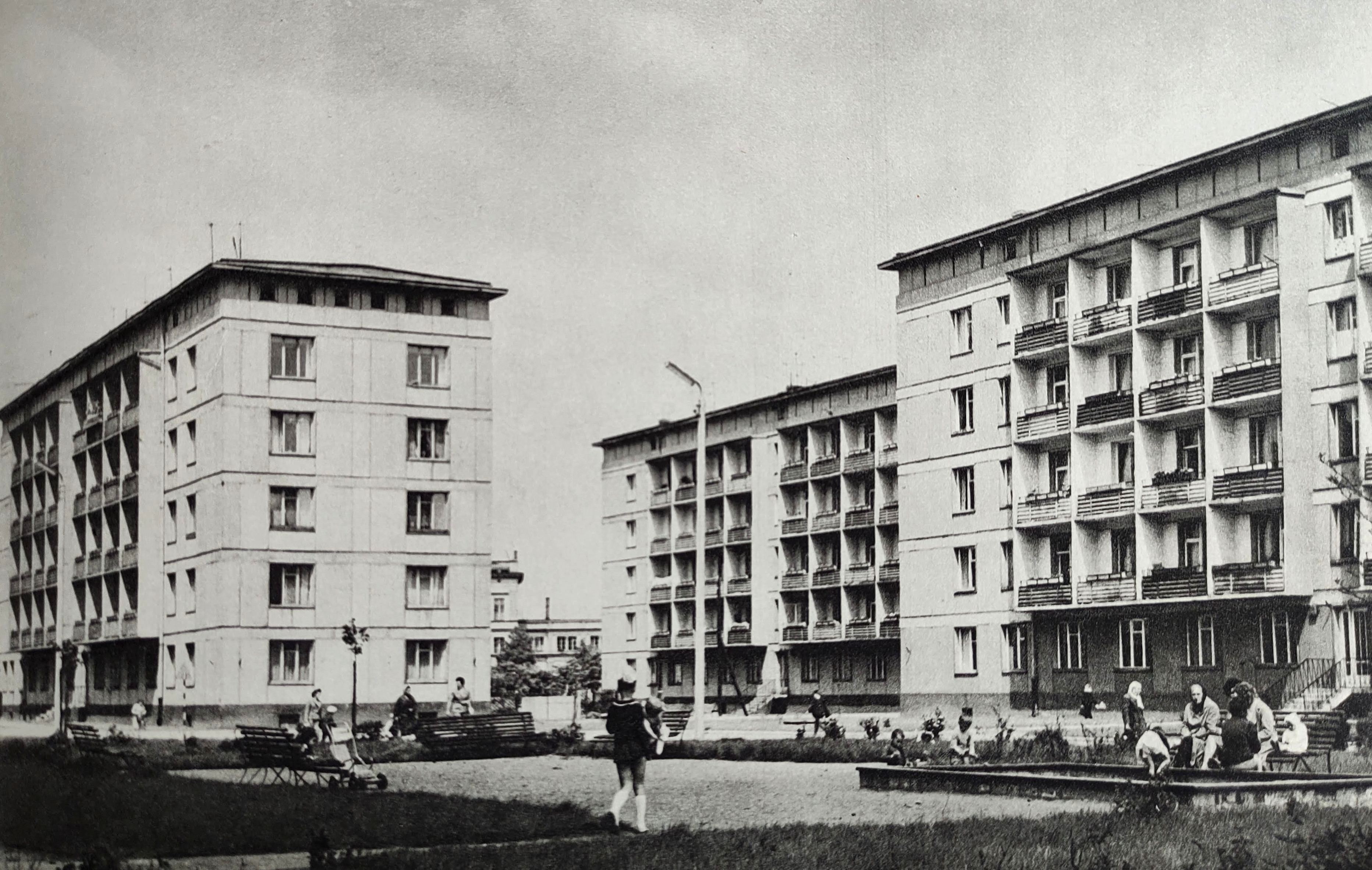
Zabudowa zachodniej części ulicy wchodziła w skład osiedla PKWN.
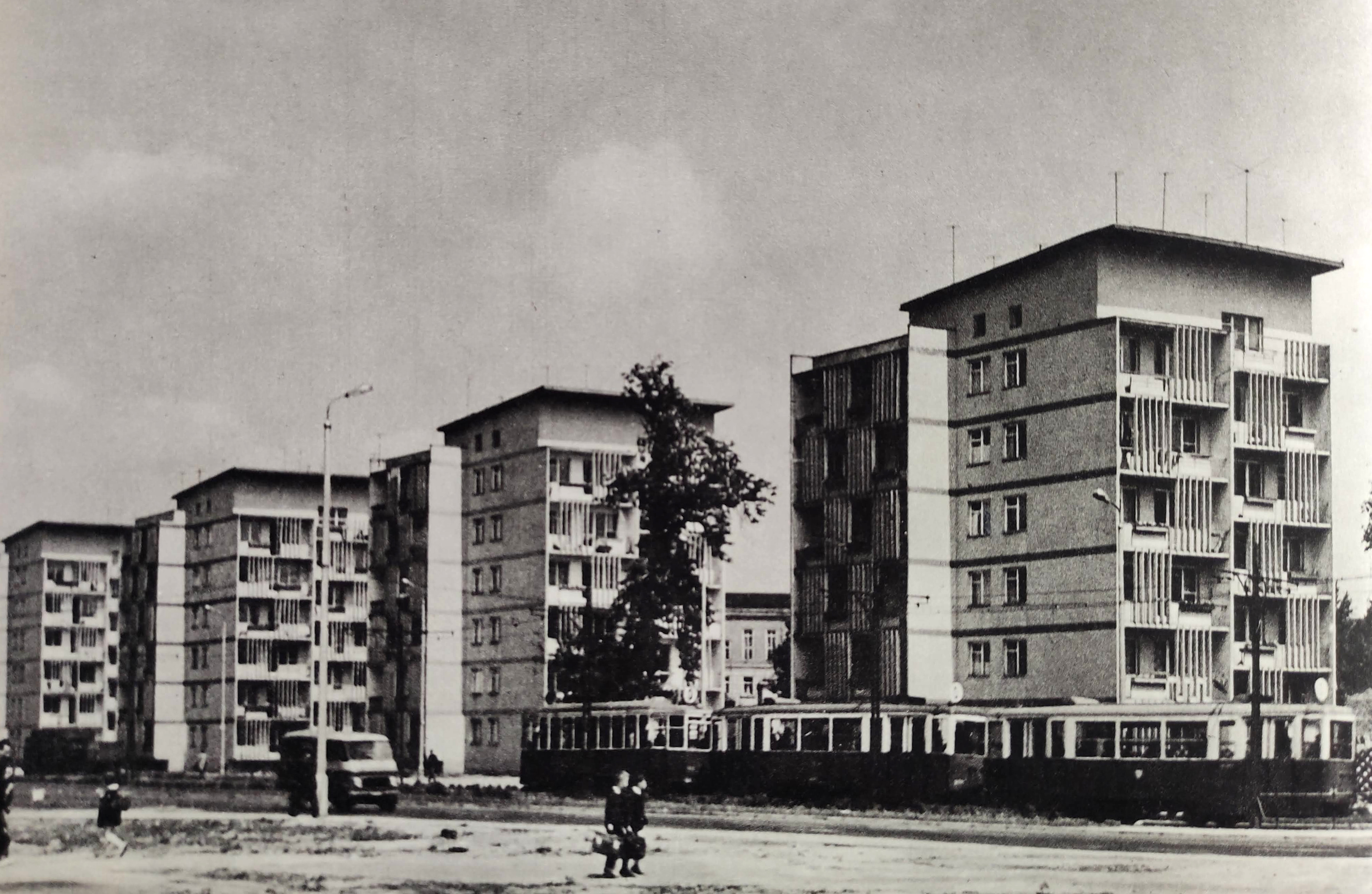
Punktowce przy nr. 4-10 proj. architekta i malarza Konrada Jarodzkiego
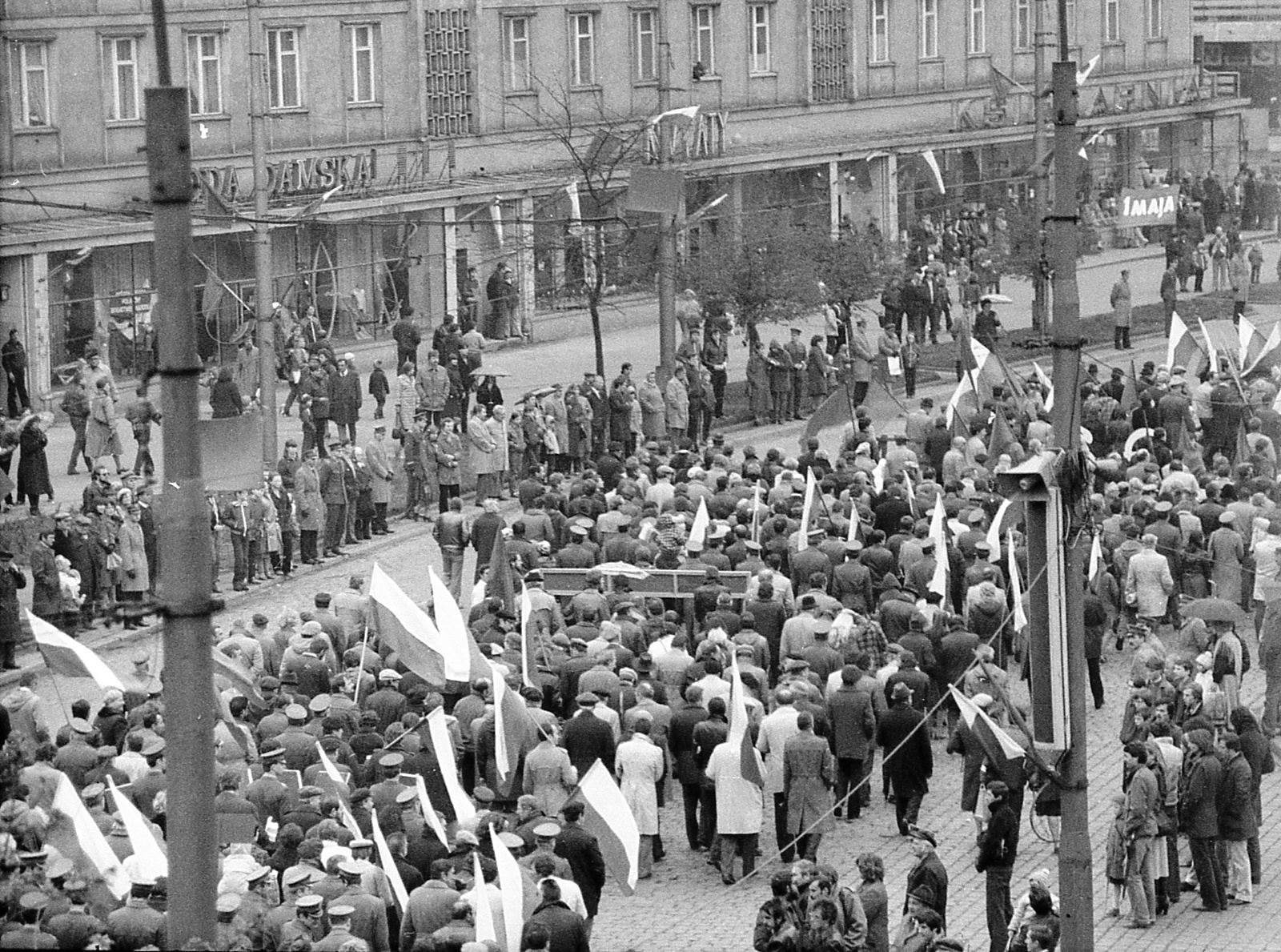
Oficjalny pochód pierwszomajowy w 1982

### Współczesne

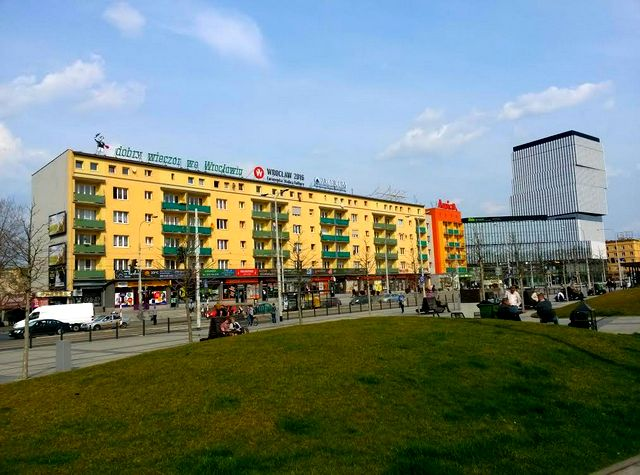
Ul. Piłsudskiego 106-114
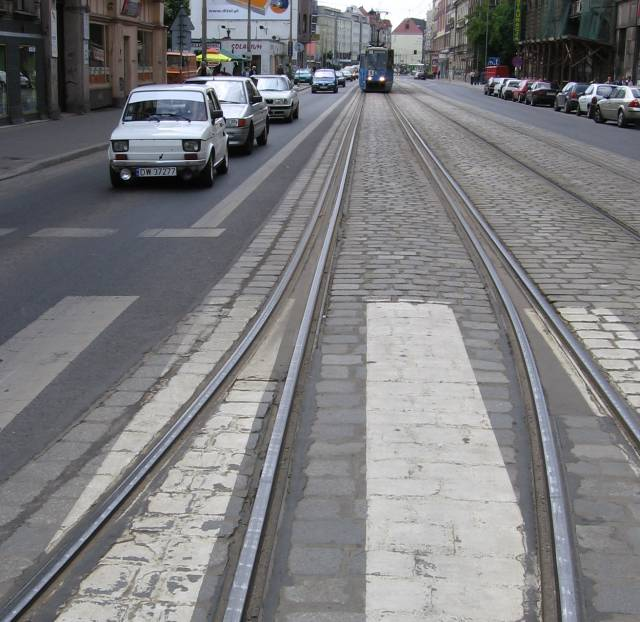
Widok wzdłuż ul. Piłsudskiego, od skrzyżowania ze Stawową na zachód
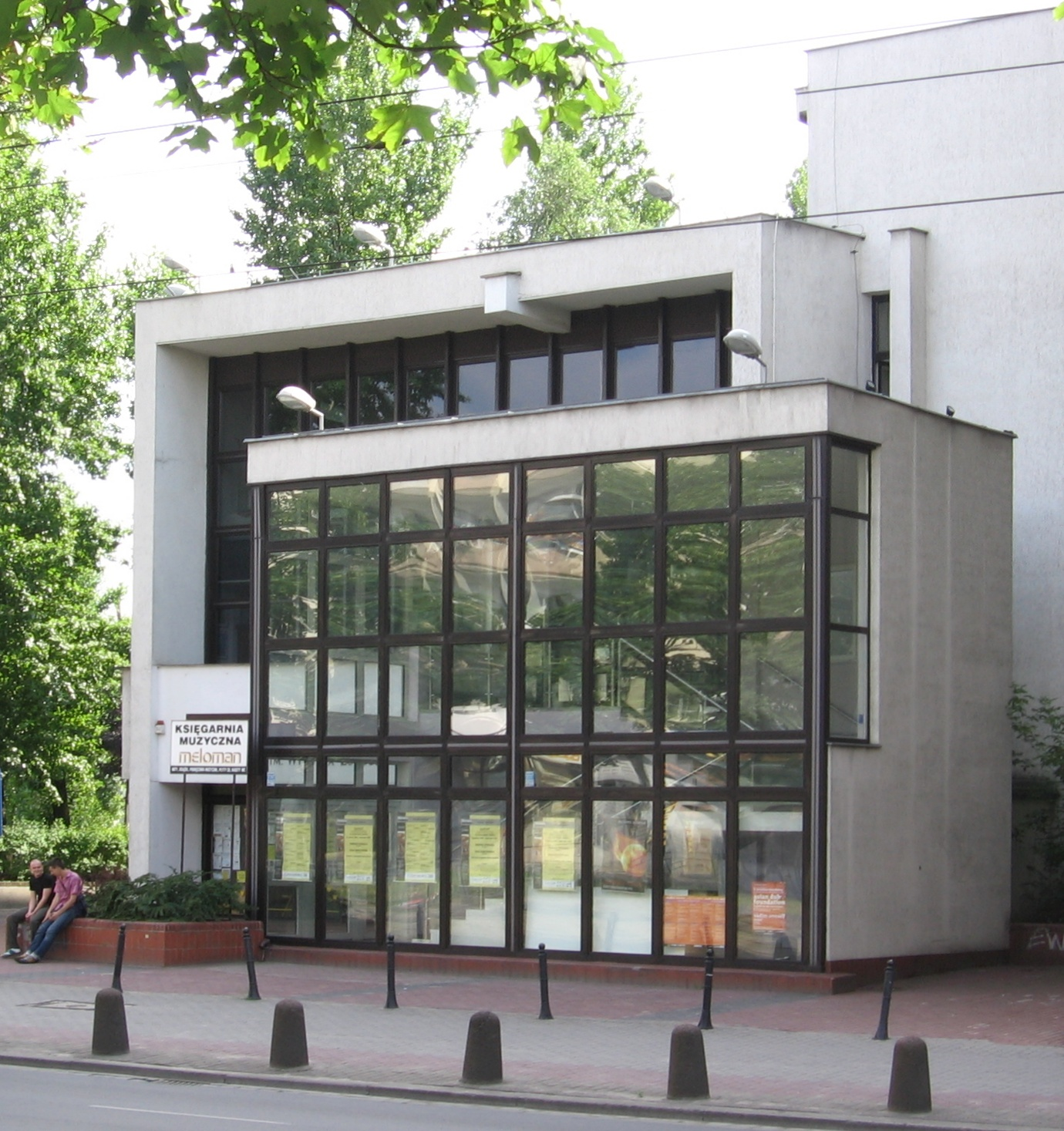
Filharmonia przy ul. Piłsudskiego 19
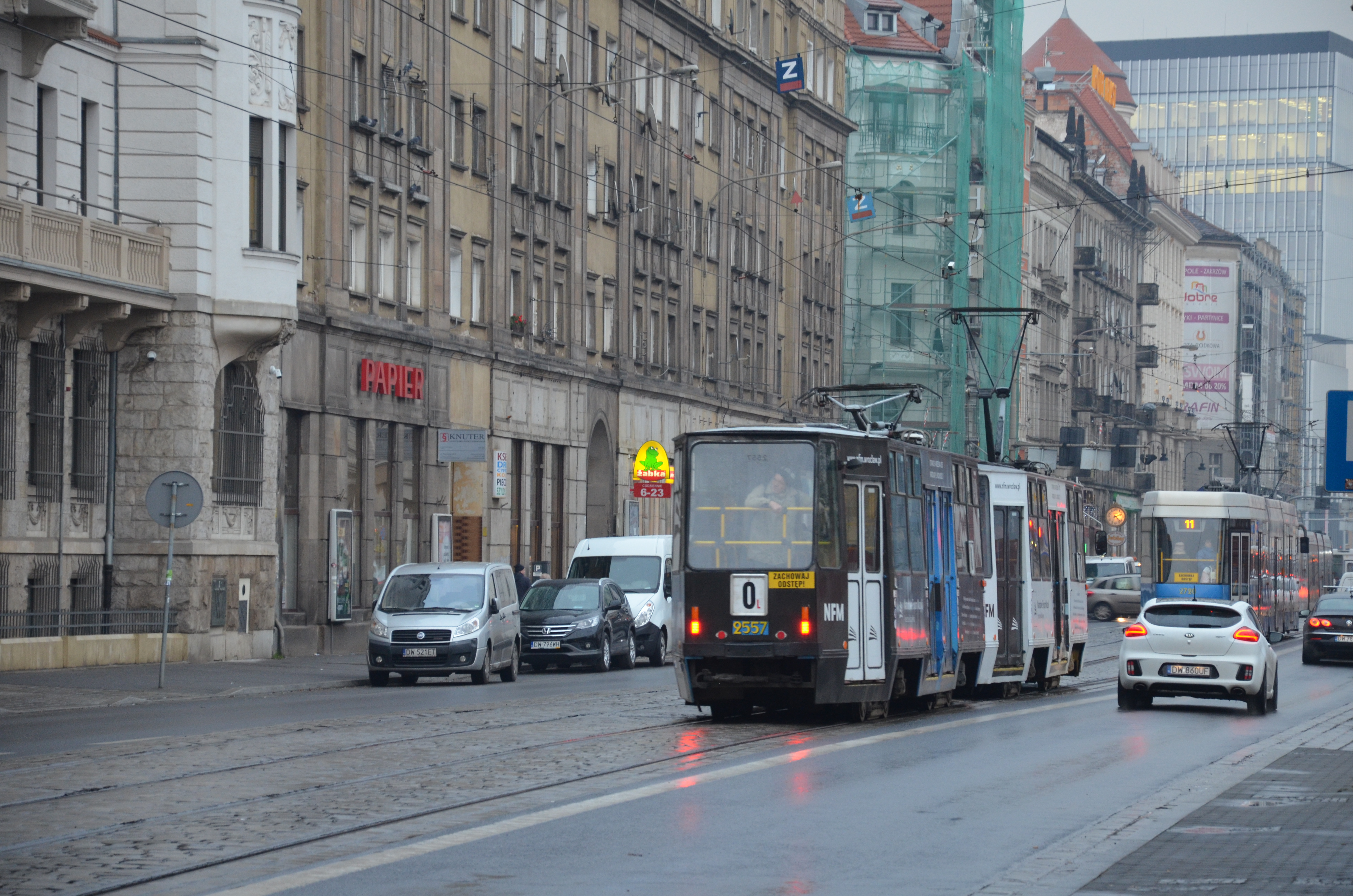
Widok w kierunku wschodnim
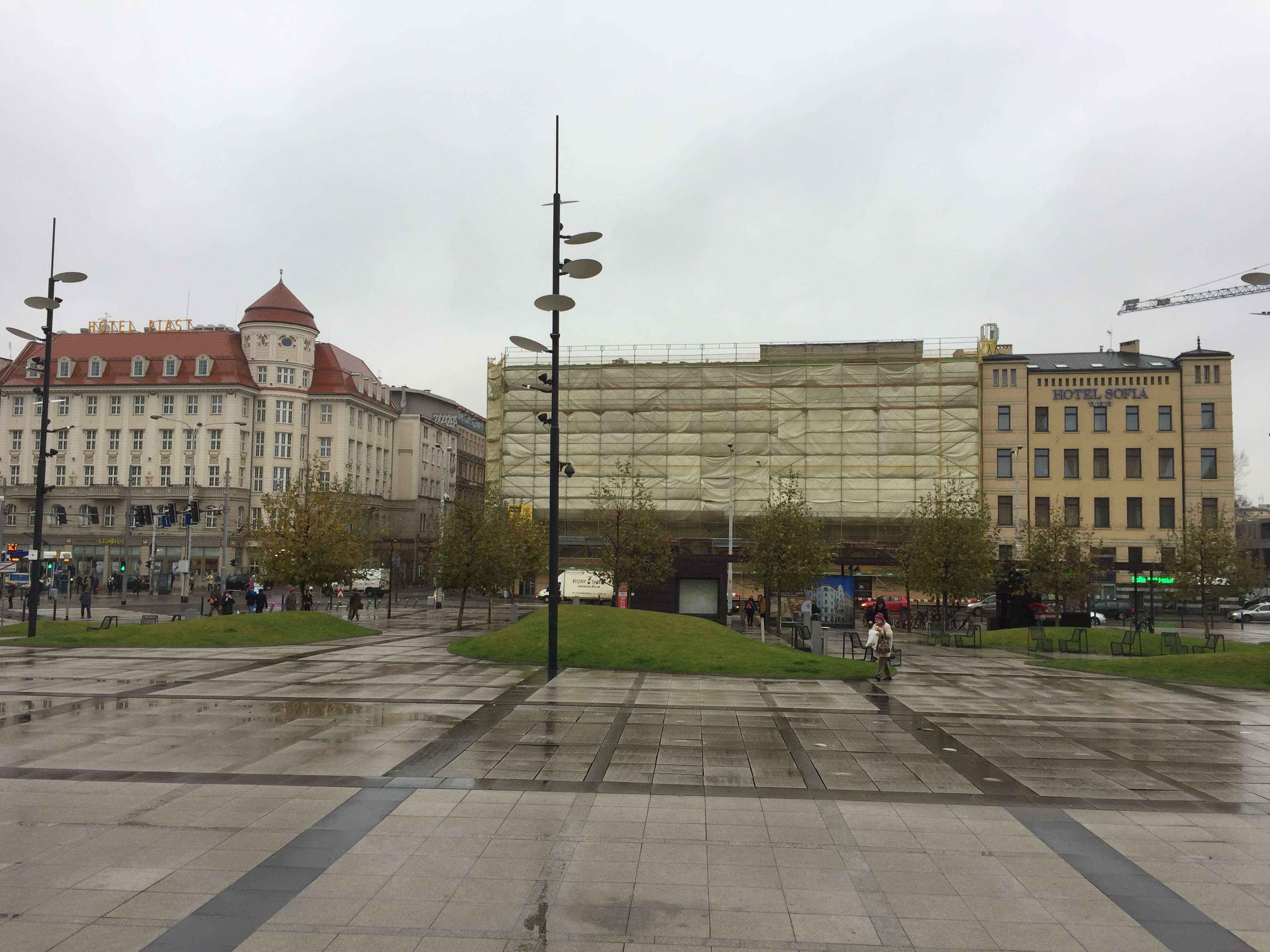
Hotele Piast oraz Grand (w środku, w trakcie modernizacji)